# Каменне (Октябрський район)
Ка́менне (рос. Каменное) — село у складі Октябрського району Ханти-Мансійського автономного округу Тюменської області, Росія. Адміністративний центр Каменного сільського поселення.
Населення — 318 осіб (2010, 344 у 2002).
Національний склад станом на 2002 рік: росіяни — 68 %.
Стара назва — Каменний.